# Унтерперфусс
Унтерперфусс (нім. Unterperfuss) —  громада округу Інсбрук-Ланд у землі Тіроль, Австрія.
Унтерперфусс лежить на висоті  596 м над рівнем моря і займає площу  2,28 км². Громада налічує 196 мешканців. 
Густота населення 86/км².  
|                                       |
| Унтерперфусс на мапі округу та землі. |

 Адреса управління громади: Hnr. 13, 6178 Unterperfuss. 

## Демографія
Історична динаміка населення міста за даними сайту Statistik Austria

## Виноски
1. ↑  Dauersiedlungsraum der Gemeinden Politischen Bezirke und Bundesländer - Gebietsstand 1.1.2018 — Статистичне управління Австрії.
2. ↑  https://www.statistik.at/blickgem/blick1/g70361.pdf
3. ↑  Gemeindedaten von Unterperfuss

| Австрія | Це незавершена стаття з географії Австрії. Ви можете допомогти проєкту, виправивши або дописавши її. |